# Bertrand de La Tour
|  | No s'ha de confondre amb Bertran de la Tor. |

Bertrand de La Tour (francès: Bertrand Augier de La Tour)  (Cambolit, 1265 - Avinyó, 1332) va ser un cardenal francès, membre de l'orde dels Frares Menors.

## Biografia
Bertrand Augier de la Tour ingressà als franciscans a Figeac, estudiant a París i a Tolosa. Va ser provincial d'Aquitània i va prendre posició contra la difusió de les tesis sobre la pobresa radical de Jesús i els apòstols, sostinguda pel corrent dels Spirituali. La seva obra va ser apreciada pel Papa Joan XXII, qui l'envià, conjuntament amb Bernat Gui, en missió a la Itàlia septentrional, a França i a Flandes.
A continuació, recobrà el seu càrrec de vicari general franciscà i inquisidor a França.
A l'octubre de 1320 va ser consagrat bisbe i nomenat Arquebisbe de Salern i rebé diversos beneficis importants del Papa a França. La Tour va ser creat cardenal pel Papa Joan XXII en el consistori del 20 de desembre de 1320, amb el títol de Cardenal prevere de Santi Vitale, Valeria, Gervasio e Protasio. El 1923 va ser promogut a cardenal bisbe de Frascati.
Quan, en el capítol general dels franciscans celebrat a Perusa el 1322, el ministre general Michele de Cesena es posà del costat dels spirituali a favor de la tesi sobre la pobresa de Jesús, Bertrand de La Tour romàs fidels a Joan XXII, que va fer gala d'aquestes doctrines. En la polèmica sobre la pobresa, defensà la posició del seu orde, sent renyat pel Papa mitjançant la butlla de 1323 Cum inter nonnullos. La Tour se sotmeté al Papa. Després de la deposició del Ministre general de l'orde Michele de Cesena el 1328, el Papa li confià el govern de l'orde com a vicari general fins al 1329, quan va ser substituït per Guerau d'Ot.
Va morir a Avinyó i va ser enterrat a l'església del convent franciscà local.
La Tour va ser un orador i teòleg cèlebre, amb una gran cultura.